# Djoza

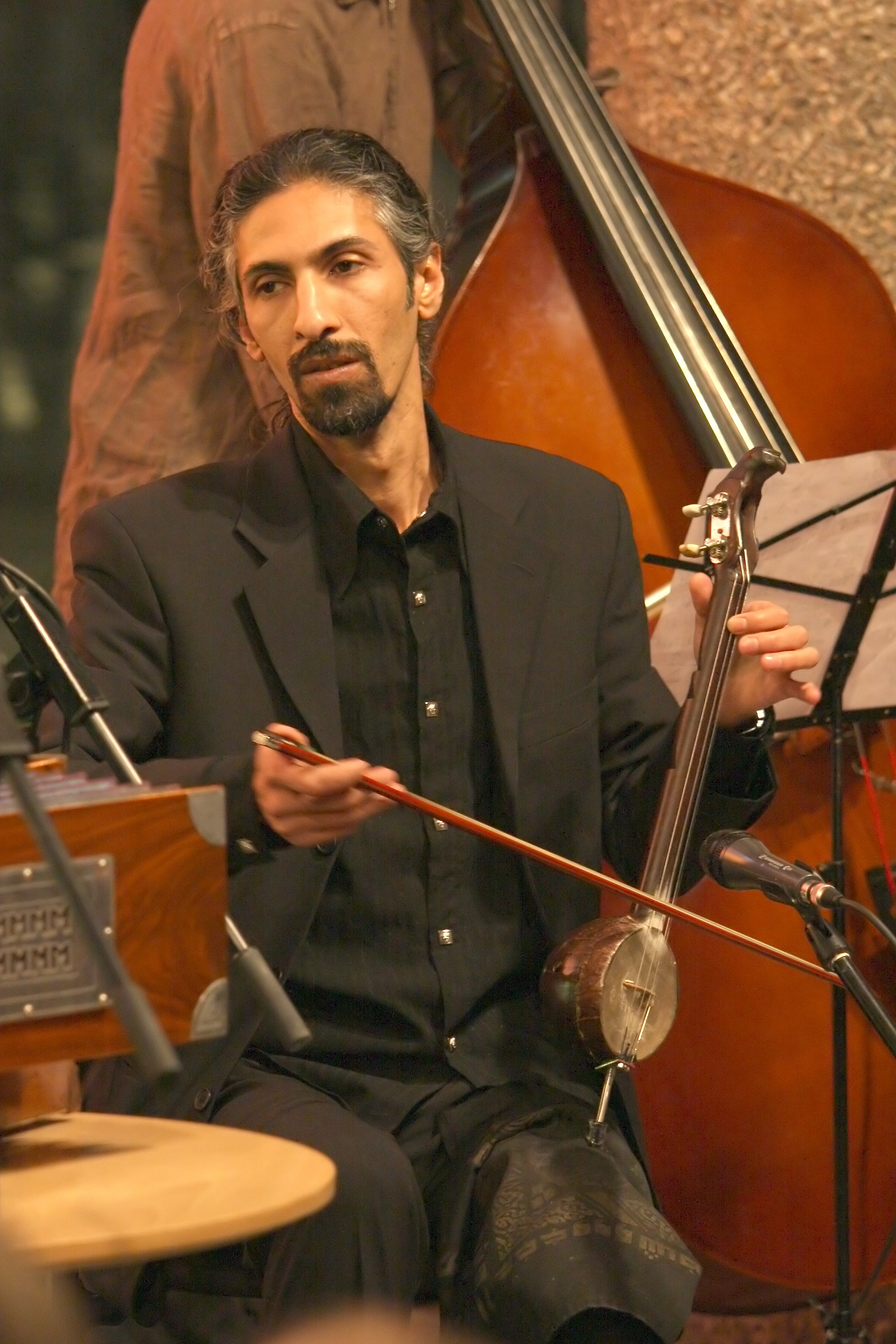
Bassem Hawar - Djoza

Le djoza, djosa ou djozé est une petite vièle à pique, instrument de musique rustique rencontré en Irak, assez proche du kamânche, mais plus petite.

## Lutherie
La petite caisse de résonance ronde est confectionnée à partir d’une noix de coco (djôz) recouverte d'une peau de chèvre. Le manche est un simple bâton qui traverse la caisse où sont fixées les chevilles d'accord des quatre cordes. Elle est assez proche du kamânche iranien, à l'exception du diamètre de la caisse.

## Jeu
Cet instrument accompagne les chanteurs irakiens avec le santûr dans l'interprétation du répertoire classique formé par les maqâms.